# Salaš (Zaječar)
Pour les articles homonymes, voir Salaš.
Salaš (en serbe cyrillique : Салаш) est un village de Serbie situé sur le territoire de la ville de Zaječar, district de Zaječar. Au recensement de 2011, il comptait 680 habitants.

## Démographie

### Évolution historique de la population
| 1948  | 1953  | 1961  | 1971  | 1981  | 1991  | 2002 | 2011 |
| ----- | ----- | ----- | ----- | ----- | ----- | ---- | ---- |
| 1 260 | 1 243 | 1 414 | 1 217 | 1 118 | 1 122 | 962  | 680  |

|  |